# 마리아 투도르역
마리아 투도르 역(스페인어: María Tudor)은 마드리드 경전철 1호선의 역이다. 마드리드 오르탈레사 구 발데푸엔테스 지역의 산치나로 주택지구에 있는 마리아 투도르 거리에 위치해 있다. 요금구역상으로는 A구역에 속한다.

## 역사
2007년 5월 24일 마드리드 경전철 1호선의 개통과 함께 문을 열었다.

## 환승 정보
역 주변에 시내버스 정류장이 두 곳 있다.
버스
- 시내버스
  - 172번 버스 (주간)
- 시외버스
  - 1558번 버스 (야간)

지하철
| 마드리드 경전철                      | 마드리드 경전철       | 마드리드 경전철              |
| ------------------------------------ | --------------------- | ---------------------------- |
| 블라스코 이바녜스 피나르 데 차마르틴 | 마드리드 경전철 1호선 | 팔라스 데 레이 라스 타블라스 |